# Новий Бит (Зональний район)
Но́вий Бит (рос. Новый Быт) — селище у складі Зонального району Алтайського краю, Росія. Входить до складу Луговської сільської ради.

## Населення
Населення — 172 особи (2010; 251 у 2002).
Національний склад (станом на 2002 рік):
- росіяни — 90 %